# KNVB beker 2017-2018
La KNVB Beker 2017-2018 è stata la 100ª edizione della KNVB beker di calcio. La competizione è iniziata il 19 agosto 2017 con gli incontri del primo turno e si è conclusa il 22 aprile del 2018 con la vittoria del Feyenoord nella finale. Il Vitesse era la squadra campione in carica.

## Fase preliminare

### Primo turno
| Squadra 1      | Risultato         | Squadra 2        |
| -------------- | ----------------- | ---------------- |
| 19 agosto 2017 |                   |                  |
| Buitenpost     | 4 – 3             | ZSV              |
| VVOG           | 2 – 0             | Gemert           |
| Capelle        | 6 – 0             | RKSV Nuenen      |
| Ter Leede      | 2 – 0             | DHC Delft        |
| Dongen         | 5 – 2             | DOVO             |
| ACV            | 0 – 3             | USV Hercules     |
| Ajax Amateurs  | 3 – 1             | OJC Rosmalen     |
| Sparta Nijkerk | 3 – 0             | Purmersteijn     |
| ADO '20        | 1 – 1 (11-12 dcr) | Spakenburg       |
| VV Chevremont  | 1 – 3             | AVV Swift        |
| BVV Den Bosch  | 1 – 5             | Staphorst        |
| JVC Cuijk      | 0 – 1 (dts)       | Putten           |
| Groene Ster    | 1 – 2             | SVV Scheveningen |
| EVV            | 4 – 1             | Olde Veste '54   |

### Secondo turno
| Squadra 1           | Risultato       | Squadra 2        |
| ------------------- | --------------- | ---------------- |
| 19 agosto 2017      |                 |                  |
| DVS '33             | 1 – 2           | Quick Boys       |
| ASWH                | 1 – 3           | HSV Hoek         |
| Achilles '29        | 3 – 2           | OFC Oostzaan     |
| TEC VV              | 1 – 3 (dts)     | Rijnsburgse Boys |
| 20 agosto 2017      |                 |                  |
| Koninklijke HFC     | 4 – 0           | Westlandia       |
| AFC                 | 0 – 2           | ASV De Dijk      |
| 22 agosto 2017      |                 |                  |
| SVV Scheveningen    | 0 – 0 (3-2 dcr) | Spijkenisse      |
| HSC '21             | 0 – 1           | Zwaluwen         |
| Harkemase Boys      | 0 – 0 (2-3 dcr) | Sparta Nijkerk   |
| Barendrecht         | 1 – 0           | VVOG             |
| Blauw Geel '38      | 3 – 2           | Spakenburg       |
| 23 agosto 2017      |                 |                  |
| DFS                 | 1 – 2           | ONS Sneek        |
| Capelle             | 6 – 1           | VV Altius        |
| USV Hercules        | 4 – 2 (dts)     | Dongen           |
| AVV Swift           | 3 – 0           | HBS              |
| Lienden             | 0 – 1           | HHC              |
| VVSB                | 4 – 3 (dts)     | EVV              |
| Excelsior Maassluis | 1 – 1 (7-8 dcr) | Lisse            |
| De Meern            | 1 – 1 (5-4 dcr) | Vlissingen       |
| GVVV                | 7 – 0           | Magreb '90       |
| Noordwijk           | 3 – 2           | IJsselmeervogels |
| Quick '20           | 0 – 1           | Apeldoorn        |
| UNA                 | 1 – 2 (dts)     | Staphorst        |
| Ajax Amateurs       | 2 – 1 (dts)     | Be Quick 1887    |
| HC & CV Quick       | 2 – 3           | Ter Leede        |
| ODIN '59            | 1 – 3           | Putten           |
| 26 agosto 2017      |                 |                  |
| Buitenpost          | 0 – 2           | Genemuiden       |

## Fase finale

### Primo turno
| Squadra 1         | Risultato       | Squadra 2        |
| ----------------- | --------------- | ---------------- |
| 19 settembre 2017 |                 |                  |
| Zwaluwen          | 2 – 3           | Den Bosch        |
| RKC Waalwijk      | 1 – 0           | Sparta Rotterdam |
| GVVV              | 1 – 0           | Dordrecht        |
| TOP Oss           | 0 – 2           | Almere City      |
| Noordwijk         | 0 – 1           | Fortuna Sittard  |
| Barendrecht       | 1 – 3           | Go Ahead Eagles  |
| Helmond Sport     | 1 – 5           | Cambuur          |
| Rijnsburgse Boys  | 0 – 2           | Heracles Almelo  |
| Emmen             | 1 – 3           | N.E.C.           |
| Kozakken Boys     | 1 – 1 (5-4 dtr) | De Graafschap    |
| Sparta Nijkerk    | 0 – 1           | Eindhoven        |
| Genemuiden        | 1 – 3           | De Treffers      |
| Quick Boys        | 1 – 3           | Volendam         |
| MVV               | 2 – 3           | AZ Alkmaar       |
| 20 settembre 2017 |                 |                  |
| Capelle           | 0 – 5           | Roda JC          |
| AVV Swift         | 0 – 0 (5-3 dtr) | Vitesse          |
| SVV Scheveningen  | 1 – 5           | Ajax             |
| ASV De Dijk       | 2 – 1           | HHC              |
| Katwijk           | 4 – 0           | Ter Leede        |
| Achilles '29      | 4 – 3           | NAC Breda        |
| VVSB              | 4 – 1           | Telstar          |
| Excelsior         | 1 – 2           | Heerenveen       |
| Staphorst         | 2 – 3           | Koninklijke HFC  |
| ONS Sneek         | 1 – 3           | Twente           |
| Ajax Amateurs     | 0 – 6           | Utrecht          |
| Apeldoorn         | 2 – 4           | Willem II        |
| Feyenoord         | 2 – 0           | ADO Den Haag     |
| 21 settembre 2017 |                 |                  |
| De Meern          | 0 – 5           | PEC Zwolle       |
| USV Hercules      | 2 – 4           | Groningen        |
| Blauw Geel '38    | 0 – 3           | VVV-Venlo        |
| Putten            | 0 – 4           | PSV              |
| 11 ottobre 2017   |                 |                  |
| Lisse             | 2 – 2 (7-8 dtr) | HSV Hoek         |

### Secondo turno
| Squadra 1       | Risultato   | Squadra 2       |
| --------------- | ----------- | --------------- |
| 24 ottobre 2017 |             |                 |
| N.E.C.          | 3 – 0       | Achilles '29    |
| Fortuna Sittard | 3 – 0       | Go Ahead Eagles |
| PEC Zwolle      | 3 – 2 (dts) | Kozakken Boys   |
| Katwijk         | 1 – 2       | VVSB            |
| GVVV            | 1 – 0       | Koninklijke HFC |
| RKC Waalwijk    | 7 – 0       | De Treffers     |
| Den Bosch       | 0 – 2       | Cambuur         |
| Twente          | 3 – 0       | Eindhoven       |
| 25 ottobre 2017 |             |                 |
| Heracles Almelo | 3 – 1       | HSV Hoek        |
| VVV-Venlo       | 3 – 1       | Utrecht         |
| ASV De Dijk     | 1 – 4       | Ajax            |
| Willem II       | 2 – 1       | Heerenveen      |
| Roda JC         | 3 – 1       | Groningen       |
| Feyenoord       | 4 – 1       | AVV Swift       |
| 26 ottobre 2017 |             |                 |
| Volendam        | 0 – 2 (dts) | PSV             |
| Almere City     | 0 – 4       | AZ Alkmaar      |

### Ottavi di finale
| Squadra 1        | Risultato       | Squadra 2       |
| ---------------- | --------------- | --------------- |
| 19 dicembre 2017 |                 |                 |
| PEC Zwolle       | 2 – 0           | N.E.C.          |
| Cambuur          | 3 – 0           | GVVV            |
| Willem II        | 3 – 0           | RKC Waalwijk    |
| 20 dicembre 2017 |                 |                 |
| PSV              | 4 – 1           | VVV-Venlo       |
| Fortuna Sittard  | 2 – 4           | AZ Alkmaar      |
| Twente           | 1 – 1 (6-5 dtr) | Ajax            |
| 21 dicembre 2017 |                 |                 |
| VVSB             | 0 – 1           | Roda JC         |
| Feyenoord        | 3 – 1           | Heracles Almelo |

### Quarti di finale
| Squadra 1        | Risultato       | Squadra 2  |
| ---------------- | --------------- | ---------- |
| 30 gennaio 2018  |                 |            |
| Twente           | 3 – 1           | Cambuur    |
| 31 gennaio 2018  |                 |            |
| AZ Alkmaar       | 4 – 1           | PEC Zwolle |
| Feyenoord        | 2 – 0           | PSV        |
| 1º febbraio 2018 |                 |            |
| Willem II        | 2 – 2 (5-4 dtr) | Roda JC    |

### Semifinali
| Squadra 1        | Risultato | Squadra 2 |
| ---------------- | --------- | --------- |
| 28 febbraio 2018 |           |           |
| AZ Alkmaar       | 4 – 0     | Twente    |
| Feyenoord        | 3 – 0     | Willem II |

### Finale
| Arbitro: | Björn Kuipers |

|  |           |                                              |
|  | Marcatori | 28’ Jørgensen 57’ van Persie 90+3’ Toornstra |